# Blue Period
Blue Period (jap. ブルーピリオド Burū piriodo) – manga autorstwa Tsubasy Yamaguchi, wydawana od 24 czerwca 2017 w magazynie „Gekkan Afternoon” wydawnictwa Kōdansha.
W Polsce wydawana przez Waneko od września 2021 roku.
Na podstawie mangi powstał serial anime wyprodukowany przez Seven Arcs, emitowany od października do grudnia 2021 roku. Seria jest udostępniana międzynarodowo w serwisie Netflix.

## Fabuła
Yatora Yaguchi jest znudzonym życiem licealistą. Ma przyjaciół i dobre oceny, lecz nie czerpie z tego prawdziwej radości. Jego podejście do życia zmienia się, gdy widzi pracę malarską jednej z uczennic szkoły. Od tamtej pory zaczyna interesować się sztuką i poprzez polepszanie swoich umiejętności malarskich odnajduje szczęście.

## Manga
Pierwszy rozdział mangi został opublikowany 24 czerwca 2017 w magazynie „Gekkan Afternoon”. Następnie wydawnictwo Kōdansha rozpoczęło zbieranie rozdziałów do wydań w formacie tankōbon, których pierwszy tom ukazał się 22 grudnia tego samego roku.
W Polsce manga jest wydawana przez Waneko od 6 września 2021 roku.
| Nr | Język japoński    | Język japoński         | Język polski     | Język polski           |
| Nr | Data wydania      | ISBN                   | Data wydania     | ISBN                   |
| -- | ----------------- | ---------------------- | ---------------- | ---------------------- |
| 1  | 22 grudnia 2017   | ISBN 978-4-06-510586-3 | 6 września 2021  | ISBN 978-83-8096-466-2 |
| 2  | 23 marca 2018     | ISBN 978-4-06-511124-6 | 8 listopada 2021 | ISBN 978-83-8242-122-4 |
| 3  | 23 sierpnia 2018  | ISBN 978-4-06-512336-2 | 10 stycznia 2022 | ISBN 978-83-8242-123-1 |
| 4  | 22 lutego 2019    | ISBN 978-4-06-514484-8 | 7 marca 2022     | ISBN 978-83-8242-124-8 |
| 5  | 21 czerwca 2019   | ISBN 978-4-06-515958-3 | 6 maja 2022      | ISBN 978-83-8242-125-5 |
| 6  | 22 listopada 2019 | ISBN 978-4-06-517512-5 | 7 lipca 2022     | ISBN 978-83-8242-126-2 |
| 7  | 23 marca 2020     | ISBN 978-4-06-518889-7 | 6 września 2022  | ISBN 978-83-8242-127-9 |
| 8  | 23 września 2020  | ISBN 978-4-06-520727-7 | 7 listopada 2022 | ISBN 978-83-8242-128-6 |
| 9  | 21 stycznia 2021  | ISBN 978-4-06-521994-2 | 5 stycznia 2023  | ISBN 978-83-8242-129-3 |
| 10 | 21 maja 2021      | ISBN 978-4-06-523175-3 | 6 marca 2023     | ISBN 978-83-8242-130-9 |
| 11 | 22 września 2021  | ISBN 978-4-06-524669-6 | 8 maja 2023      | ISBN 978-83-8242-131-6 |
| 12 | 23 maja 2022      | ISBN 978-4-06-527418-7 | 6 lipca 2023     | ISBN 978-83-8242-532-1 |
| 13 | 22 listopada 2022 | ISBN 978-4-06-529730-8 | 6 września 2023  | ISBN 978-83-8242-533-8 |
| 14 | 21 lipca 2023     | ISBN 978-4-06-531943-7 | 17 kwietnia 2024 | ISBN 978-83-8242-534-5 |
| 15 | 22 listopada 2023 | ISBN 978-4-06-533571-0 | 23 lipca 2024    | ISBN 978-83-8242-535-2 |

## Anime
19 stycznia 2021 roku zapowiedziano animowaną adaptację mangi. Za produkcję odpowiada studio Seven Arcs. Emisja w japońskiej telewizji rozpoczęła się 2 października 2021, a zakończyła się 18 grudnia tego samego roku. Motywem początkowym jest „EVERBLUE” w wykonaniu Omoinotake, a końcowym – „Replica” w wykonaniu Mol-74. 8 października rozpoczął się cotygodniowy streaming serialu w serwisie Netflix. Od 28 stycznia 2022 roku dostępny jest polski dubbing.

### Wersja polska
28 stycznia 2022 roku w serwisie Netflix do serialu został dodany polski dubbing.
Wersja polska: IYUNO•SDI GROUP
Dialogi: Maciej Błahuszewski
Reżyseria: Agata Gawrońska-Bauman
Nagranie dialogów i zgranie wersji polskiej: Sławomir Karolak
Kierownictwo produkcji: Aleksandra Hynek
Obsada:
- Karol Jankiewicz – Yatora Yaguchi
- Małgorzata Prochera – Ryuji Ayukawa
- Mateusz Kwiecień – Haruka Hashida
- Damian Kulec – Yotasuke Takahashi
- Ewa Serwa – Pani Saeki
- Monika Pikuła – Oba
- Magdalena Herman-Urbańska – Maru Mori
- Dominika Sell-Kukułka – Maki Kuwana
- Łukasz Talik – Koigakubo
- Krzysztof Szczepaniak – Sumida
- Jan Piotrkowski – Utashima
- Małgorzata Gradkowka – Shirai
- Kim Grygierzec –
  - Shirota
  - Kinemi Miki
- Agata Darnowska –
  - Umino
  - Fumi Kamiyama
- Marta Dobecka –
  - Yamamoto
  - Yuki Kuwana

- Joanna Sokołowska – Sae Okada

- Mateusz Narloch – Takuro Ishii
- Marta Dylewska-Kocięcka – Atsuko Takahashi
- Wojciech Chorąży – Właściciel (odc. 10)

W pozostałych rolach:
- Hanna Kinder-Kiss
- Klementyna Umer
- Janusz Wituch
- Paweł Wojtaszek

### Lista odcinków
| №  | Tytuł                                                                                           | Premiera             |
| -- | ----------------------------------------------------------------------------------------------- | -------------------- |
| 1  | Radość z malowania E o kaku yorokobi ni mezamete mita (絵を描く悦びに目覚めてみた)              | 2 października 2021  |
| 2  | Ani trochę się nie opalił Zenzen yakete nē (全然焼けてねえ)                                     | 9 października 2021  |
| 3  | Debiut Umarłych Yobikō debyū obu za deddo (予備校デビュー・オブ・ザ・デッド)                    | 16 października 2021 |
| 4  | Co nas czeka? Wareware wa doko e iku no ka (我々はどこへ行くのか)                               | 23 października 2021 |
| 5  | Bezradny, Choć Wiem, Co Robić Kadai ga miete mo dō shiyō mo nē (課題が見えてもどうしようもねぇ) | 30 października 2021 |
| 6  | Poważne załamania nerwowe Menbure hanpa naitte (メンブレ半端ないって)                           | 6 listopada 2021     |
| 7  | Pierwszy egzamin Ichiji shiken kaishi (１次試験開始)                                            | 13 listopada 2021    |
| 8  | Zachodząc w głowę Nōjiru bushā (脳汁ブシャー)                                                   | 20 listopada 2021    |
| 9  | Zbłąkany nóż Samayou naifu (さまようナイフ)                                                     | 27 listopada 2021    |
| 10 | Nasz błękit Oretachi no aoi iro (俺たちの青い色)                                                | 4 grudnia 2021       |
| 11 | Początek drugiego egzaminu Niji shiken kaishi (２次試験開始)                                    | 11 grudnia 2021      |
| 12 | Gdy pojawiły się kolory Irozuki hajimeta jibun (色づき始めた自分)                               | 18 grudnia 2021      |